# 토마스 맵퓨모
토마스 맵퓨모(영어: Thomas Mapfumo, 1945년 7월 3일 ~ )는 그 인기와 로버트 무가베 대통령에 대한 날카로운 비판 등 자신의 음악을 통해 휘두르는 정치적 영향력 때문에 "짐바브웨의 사자", "무카냐"(쇼나어로 그의 일가의 칭송 이름)라는 별명이 붙은 짐바브웨의 음악가다. 그는 인기 있는 치무렝가 음악을 만들어 냈으며 그의 느린 동작과 독특한 목소리는 짐바브웨 사람들에게 널리 알려져 있다.
맵퓨모는 백인 지배하의 로디지아 정권에서 무혐의로 투옥됐고, 이를 승계한 짐바브웨 무가베 정권에 의해 탄압당했다. 20년간 미국에서 망명생활을 했고, 2018년 4월 짐바브웨로 돌아와 콘서트를 열었다.

## 같이 보기
- 아프로 팝